# Herbert Körner
Herbert Oskar Erwin Alwin Körner (* 8. Februar 1902 in Fürstenwalde; † 27. Mai 1966 in Berlin) war ein deutscher Kameramann.

## Leben
Er begann seine Laufbahn 1920 bei der Wiener Produktionsfirma Micco-Film, wo er als Kameraassistent arbeitete. Seinen ersten Film als verantwortlicher Kameramann drehte er im Rahmen einer Sumatra-Expedition.
Körner stand dann in den folgenden Jahren bei zahlreichen Spielfilm-Produktionen hinter der Kamera. 1932 kooperierte er in Die Herrin von Atlantis mit Eugen Schüfftan und wandte dessen Einspiegelungs-Verfahren (Schüfftan-Verfahren) an. Er wurde als Chefkameramann meist bei nicht besonders prestigeträchtigen  Produktionen eingesetzt, lediglich Karl Antons Revuefilme Wir tanzen um die Welt (1939) und Immer nur Du (1941) zeigten einen größeren Aufwand. 
Nach dem Zweiten Weltkrieg begann er 1946 mit dem Dokumentarfilm Berlin im Aufbau. In den 1950er Jahren folgten noch mehrere Spielfilme um Liebe und Musik, darunter 1956 Ein Mann muß nicht immer schön sein mit Peter Alexander.

## Filmografie
- 1925: Das Land der 1000 Freuden (Dokumentarfilm)
- 1926: Morská panna
- 1927: Manege
- 1927: Ramper, der Tiermensch
- 1927: Eheskandal im Hause Fromont jun. und Risler sen.
- 1928: Heut’ tanzt Mariett
- 1929: Die Mitternachts-Taxe
- 1929: Sprengbagger 1010
- 1932: Die Herrin von Atlantis
- 1932: Die Wasserteufel von Hieflau
- 1932: O Agapitikos tis voskopoulas
- 1932: Im Bann des Eulenspiegels
- 1933: Die Wette
- 1933: Das Lied der Schwarzen Berge
- 1933: Morgen beginnt das Leben
- 1933: Der Jäger aus Kurpfalz
- 1933: Az Ellopott szerda
- 1934: Die Abschieds-Symphonie
- 1934: Konjunkturritter
- 1934: Du bist entzückend, Rosmarie!
- 1934: Pappi
- 1934: Ein Kind, ein Hund, ein Vagabund
- 1934: Was bin ich ohne Dich
- 1934: Der kühne Schwimmer
- 1934: Eine Siebzehnjährige
- 1935: Das Geschenk
- 1935: Ännchen von Tharau
- 1935: Vergiß mein nicht
- 1936: Standesamt 10.15 Uhr
- 1936: Horch, horch, die Lerch im Ätherblau
- 1936: Die Hasenpforte
- 1936: Die Dickschädel
- 1936: Guten Abend, gute Nacht
- 1936: Martha
- 1936: Hier irrt Schiller
- 1936: Familienparade
- 1936: Und du mein Schatz fährst mit
- 1936: Weiße Sklaven
- 1937: Liebe kann lügen
- 1937: Frauenliebe – Frauenleid
- 1937: Die Korallenprinzessin
- 1938: Träume sind Schäume
- 1939: War es der im 3. Stock?
- 1938/47: Altes Herz geht auf die Reise
- 1939: Die kluge Schwiegermutter
- 1939: Wir tanzen um die Welt
- 1941: Anschlag auf Baku
- 1941: Hochzeitsnacht
- 1941: Immer nur Du
- 1942: Himmelhunde
- 1943: Wenn der junge Wein blüht
- 1944/49: Ruf an das Gewissen
- 1944/50: Verlobte Leute
- 1946: Berlin im Aufbau (Dokumentarfilm)
- 1950: Wenn Männer schwindeln
- 1950: Hochzeitsnacht im Paradies
- 1951: Eva im Frack
- 1951: Unschuld in tausend Nöten
- 1951: Es geht nicht ohne Gisela
- 1951: Durch Dick und Dünn
- 1951: Schwarze Augen
- 1952: Meine Frau macht Dummheiten
- 1952: Der keusche Lebemann
- 1952: Fritz und Friederike
- 1953: Einmal kehr’ ich wieder
- 1954: Die sieben Kleider der Katrin
- 1954: Roman eines Frauenarztes
- 1955: Ein Herz bleibt allein
- 1955: Das Sandmännchen
- 1956: Liebe, Sommer und Musik
- 1956: Ein Mann muß nicht immer schön sein
- 1958: Het Meisje en de madonna
- 1958: Kleine Leute mal ganz groß
- 1959: Zurück aus dem Weltall